# Jungle music
Jungle é um gênero de música eletrônica derivado do Breakbeat hardcore que se desenvolveu na Inglaterra no início dos anos 90 como parte das cenas rave do Reino Unido. O estilo é caracterizado por andamentos rápidos (150 a 200 bpm), breakbeats, dub reggae basslines, loops percussivos fortemente sincopados, samples e efeitos sintetizados. Rolos de caixa longos e deslocados são comuns na selva antiga. O jungle foi um antecessor de drum and bass, um gênero bem conhecido de música eletrônica.
Os produtores criam os padrões de bateria separando breakbeats, o mais comum dos quais é a pausa de Amen. Produtores de jungle incorporam métodos clássicos de produção de cultura de sistemas de sons jamaicanos e caribenhos. As basslines lentas e profundas e as melodias simples lembram aquelas encontradas em dub, reggae e dancehall. Esses recursos dão ao jungle sua qualidade "rolante".